# Kevin Poulsen
Kevin Poulsen, noto anche con lo pseudonimo di Dark Dante (Pasadena, 30 novembre 1965), è un giornalista, hacker e phreaker statunitense.

## Biografia
Poulsen nasce a Pasadena, in California, il 30 novembre 1965.
Il 1 ° giugno 1990, prese il controllo di tutte le linee telefoniche della stazione radio di Los Angeles KIIS-FM, per truccare un gioco a premi della radio che avrebbe assegnato una Porsche 944 al 102° chiamante. Poulsen risultò ovviamente vincitore
Quando il Federal Bureau of Investigation iniziò ad indagare sulle sue attività, Poulsen fece perdere le proprie tracce. Nel 1990, le linee telefoniche del programma NBC Unsolved Mysteries si interruppero improvvisamente proprio durante una puntata dedicata a Poulsen, facendo pensare a un intervento dell'hacker.
Arrestato nel 1991, fu condannato per frode informatica, riciclaggio di denaro e ostruzione della giustizia. La corte gli impose cinque anni in un penitenziario federale, e all'astenersi dall'uso di computer o di Internet per 3 anni dopo il rilascio, avvenuto nel 1995. È stato il primo americano a essere scarcerato con una sentenza della corte che proibiva l'uso di un computer o di Internet dopo la sua condanna

### Giornalismo
Poulsen si è reinventato come giornalista in seguito al suo rilascio dalla prigione e ha cercato di prendere le distanze dal suo passato criminale. Ha ricoperto diverse funzioni giornalistiche presso la società di sicurezza SecurityFocus, con sede in California, dove ha iniziato a scrivere notizie sulla sicurezza e sugli hacker nei primi anni del 2000. Nonostante abbia esordito tardi in un mercato ormai saturo di concorrenti, SecurityFocus News è diventato un nome ben noto nel mondo dell'informazione tecnologica.
Poulsen ha lasciato SecurityFocus nel 2005 per lavorare come freelance e perseguire progetti di scrittura indipendenti. Nel giugno 2005, è diventato senior editor per Wired News, che ha ospitato il suo blog, 27BStroke6, in seguito ribattezzato Threat Level.
Nell'ottobre del 2006, Poulsen ha diffuso informazioni che descrivono dettagliatamente la sua caccia a criminali che facevano uso di Myspace per adescare bambini online. Grazie al suo operato sono stati identificate 744 persone e si è giunti all'arresto di almeno uno di loro, Andrew Lubrano.
Nel giugno 2010, Poulsen ha pubblicato la notizia dell'arresto del militare Chelsea Manning e ha pubblicato i log delle chat, riguardanti WikiLeaks, di Manning e Adrian Lamo

### SecureDrop
Poulsen, Aaron Swartz e James Dolan hanno progettato e sviluppato SecureDrop, una piattaforma software open source per comunicazioni sicure tra giornalisti e fonti. È stato originariamente sviluppato con il nome di DeadDrop. Dopo la morte di Swartz, Poulsen ha presentato ufficialmente la piattaforma sul New Yorker, il 15 maggio 2013. In seguito Poulsen ha affidato lo sviluppo di SecureDrop alla Freedom of the Press Foundation e si è unito al comitato consultivo tecnico della fondazione.

## Riconoscimenti
- 2011 Webby Award (International Academy of Digital Arts and Sciences), Law category, per Threat Level[17]
- 2011 Webby Award (International Academy of Digital Arts and Sciences), People's Voice award, Law category, per Threat Level[17]
- 2010 SANS Top Cyber Security Journalists (SANS Institute)[18]
- 2010, MIN Best of the Web (Magazine Industry Newsletter), Best Blog, per Threat Level[19]
- 2009, MIN Digital Hall of Fame (Magazine Industry Newsletter) Inductee[20]
- 2008, Knight-Batten Award for Innovation in Journalism (J-Lab) Grand Prize[21]